# (2829) Bobhope
(2829) Bobhope – planetoida z grupy pasa głównego asteroid okrążająca Słońce w ciągu 5 lat i 152 dni w średniej odległości 3,08 j.a. Została odkryta 9 sierpnia 1948 roku w Union Observatory w Johannesburgu przez Ernesta Johnsona. Nazwa planetoidy pochodzi od Boba Hope (1903–2003), amerykańskiego aktora. Przed nadaniem nazwy planetoida nosiła oznaczenie tymczasowe (2829) 1948 PK.